# Нишан-я-Хайдер
Нишан-я-Хайдер (урду نشان حیدر‎) — высшая военная награда Пакистана. Почётная награда, которой удостаивают за совершение подвига или выдающихся заслуг только во время боевых действий. 
Нишан-я-Хайдер был учреждён в 1957 году, когда Пакистан стал Исламской Республикой. Мохаммед Сарвар, отличившийся в Первой индо-пакистанской войне 1947 года, был награждён спустя 10 лет после её окончания. Награда вручается только военнослужащим, независимо от звания и должности, за исключительную храбрость в бою. 
Название ордена переводится как «Герб Хайдера», при этом Хайдер является одним из имён халифа Али и означает «Лев».
Несмотря на то, что Пакистан за последние 60 лет принимал участие во многих вооружённых конфликтах, всего 10 человек удостоились столь высокой награды. 9 из них были военнослужащими сухопутных войск, один был из ВВС Пакистана. Все они были награждены посмертно.

## Награждённые
1. Мухаммед Сарвар
2. Мохаммед Туфаил
3. Раджа Азиз Бхатти
4. Мухаммед Акрам
5. Рашид Минхас — пилот ВВС.
6. Шаббир Шариф
7. Савар Хуссейн
8. Мухаммед Махфуз
9. Карнал Шер Хан
10. Лалак Джан